# كأس الاتحاد الأوروبي 2000–01
كأس الاتحاد الأوروبي 2000–01 (بالإنجليزية: 2000–01 UEFA Cup)‏ هو الموسم الثلاثون من بطولة كأس الاتحاد الأوروبي.
حقق ليفربول الإنجليزي لقب البطولة للمرة الثالثة في تاريخه بعد فوزه في النهائي على ديبورتيفو ألافيس الإسباني بنتيجة 5-4 بعد التمديد.